# Debbie Davis
Pour l’article ayant un titre homophone, voir Debbie Davies.
 (décembre 2018).
Si vous disposez d'ouvrages ou d'articles de référence ou si vous connaissez des sites web de qualité traitant du thème abordé ici, merci de compléter l'article en donnant les références utiles à sa vérifiabilité et en les liant à la section « Notes et références ».
Debbie Davis est une chanteuse américaine, naturalisée française, née le 29 juin 1959.
Elle est notamment connue pour certaines chansons Disney comme L’Histoire de la vie dans Le Roi Lion.

## Biographie
De 1980 à 1984, elle est choriste de Sylvie Vartan.
En 1983, en duo avec Guy Bonnardot elle chante La plus grande bêtise de ma vie, adaptation française du hit de Rod Temperton Baby come to me.
Repérée par le compositeur et producteur François Valéry elle triomphe dans le monde entier avec la chanson du film Joy éditée en 45 tours et 33 tours.
En 1984-1985, elle est engagée comme artiste par François Valéry (disques FranceVal) elle enregistre la bande originale du film Un été d'enfer (Mickael Schock) dont J'aime l'amour avec toi (Show me tonight) classée 14 semaines dans le hit-parade de la rentrée 84 et Émotion classée 11 semaines dans le hit parade du printemps 85.
Durant les années 1980 et 1990, avec notamment ses amies Anne Calvert, Yvonne Jones, Joniece Jamison, Carole Fredericks et Beckie Bell, elle est la choriste de nombreux artistes.
En 1984 avec Joniece Jamison sur la chanson Polar de Bernard Guyvan.
En 1985, elle crée les paroles anglaises des chansons du film Les Nanas (Annick Lanoë) et sort un dernier 45 tours Love on the radio.
Forte de ces succès, à partir de 1986, elle travaille avec Michel Gouty et enregistre des musiques de films et de publicités, dont Mémoires tabou en 1987.
En 1989, Remember / N'oublie pas, bande originale du film Sans défense.
En 1990, elle est choriste de Johnny Hallyday pour son spectacle Dans la chaleur de Bercy à Paris, aux côtés de Peggy Birl et d'Yvonne Jones.
En 1992, elle chante en duo avec Jean-Pierre François Y a des heures.
En 1994, on peut l'entendre dans la bande originale du film La Cité de la peur avec le titre I'm on my way to you (scène de la boîte de nuit).
On la retrouve dans le hit parade en 1995 avec les chansons en français et en anglais de la bande originale du Roi lion écrites par Tim Rice et Elton John ainsi que celle de Hercule.
En 1993, 1997, 1998 et 1999, Debbie Davis est choriste dans l'orchestre de Guy Delacroix à l'occasion, notamment, des spectacles des Enfoirés au profit des Restos du Cœur ou lors d'émissions télévisées, mais également dans l'orchestre de Jean-Yves D'Angelo pour des émissions de variétés.
En 1997/1998, elle est l'une des choristes de la tournée de Julien Clerc, aux côtés de Leïla Vigné, Véronique Perrault et Babeth Baile.
Debbie Davis repart s'installer aux États-Unis au tout début des années 2000.
En 2022, elle participe à l'émission française La France a un incroyable talent.